# Julie van der Steur
Juliette (Julie) Caroline van der Steur (Purworejo, 10 december 1920 – San Remo, 5 juni, 2001) was een Nederlands verzetsstrijder tijdens de Tweede Wereldoorlog in Nederlands-Indië.

## Biografie
Julie van der Steur was de oudste dochter van een half-Duits/half-Indische moeder en Nederlandse vader. In 1939 leerde ze bij een optreden als zangeres in Soerabaja haar eerste man, marineofficier Will Dobson, kennen. Hij was half-Engels/half-Nederlands en samen kregen ze twee zonen. Will Dobson werd gestationeerd in Australië in februari 1942. Kort na de Japanse bezetting in maart 1942 werd het huis van Van der Steur gevorderd. Haar moeder werd niet geïnterneerd omdat zij half-Indisch was en Van der Steur trok met haar twee zoontjes bij haar in. Vanuit daar verrichtte zij koeriersdiensten voor het plaatselijke verzet.

### Arrestatie
In april 1943 werd Van der Steur opgepakt door de Japanse militaire politie. Ze zat acht weken vast en werd verhoord, wat gepaard ging met veel geweld en verkrachtingen. Uiteindelijk besloot ze om te werken voor de inlichtingendienst van de Japanse militaire politie. Ze werkte onder meer als animeermeisje in een Japanse bar in Batavia om Duitse marineofficieren uit te horen en af te luisteren.

### Na de Tweede Wereldoorlog
Na de capitulatie van Japan in augustus 1945 werd Van der Steur geïnterneerd door de Indonesische nationalisten en zat ze in de gevangenis van Cheribon van oktober 1945 tot april 1946. Ze vroeg emigratie aan naar Nederland, samen met haar kinderen en moeder. Ze moest hiervoor een 'debriefing' ondergaan bij de Netherlands Forces Intelligence Service (NEFIS), waarbij ze op 7 augustus 1946 toegaf dat er een kern van waarheid zat in de beschuldiging van collaboratie. Ze kreeg goedkeuring van de NEFIS en vertrok met haar gezin in oktober en november 1946 naar Rotterdam. Haar man Will Dobson bleek in februari 1944 te zijn overleden bij een vliegtuigongeluk boven Engeland. In Nederland hertrouwde ze met Ton Deymann, samen kregen ze nog twaalf kinderen en woonden ze onder andere in Amsterdam, Alkmaar, Aalsmeer en Bussum.
Na de scheiding in 1990 verhuisde Van der Steur rond 1992 naar San Remo, waar ze overleed op 5 juni 2001. Haar zoon William Deymann werkt sinds 2017 aan een biografie over zijn moeder.
- Biografisch Portaal: 09573603
- Gemeinsame Normdatei: 1068179120
- Virtual International Authority File: 291677344